# CompTox Chemicals Dashboard
Das CompTox Chemicals Dashboard ist eine frei zugängliche Online-Datenbank, die durch die US-amerikanische Environmental Protection Agency (EPA) erstellt und gepflegt wird. Die Datenbank enthält unterschiedliche Arten von Daten, darunter physikalisch-chemische Eigenschaften, zum Verhalten und Transport in der Umwelt, zur Exposition, Verwendung, In-vivo-Toxizität und zum In-vitro-Bioassay. Die EPA und andere Wissenschaftler nutzen die im Dashboard enthaltenen Daten und Modelle, um Chemikalien zu identifizieren, die weitere Tests erfordern, und um den Einsatz von Tieren zu reduzieren. Das Dashboard wird auch verwendet, um der Öffentlichkeit Zugang zu Informationen aus EPA-Aktionsplänen zu verschaffen, z. B. zu PFAS.

## Geschichte
Die ursprünglich als Chemistry Dashboard bezeichnete erste Version wurde 2016 veröffentlicht. Die aktuelle Version der Datenbank enthält Daten für 1,2 Millionen Chemikalien. Das Dashboard fasst Daten aus mehreren früheren EPA-Datenbanken in einem Paket zusammen, darunter das ToxCast Dashboard, das Endocrine Disruption Screening Program (EDSP) Dashboard und die Chemical and Products Database (CPDat).

## Bilder

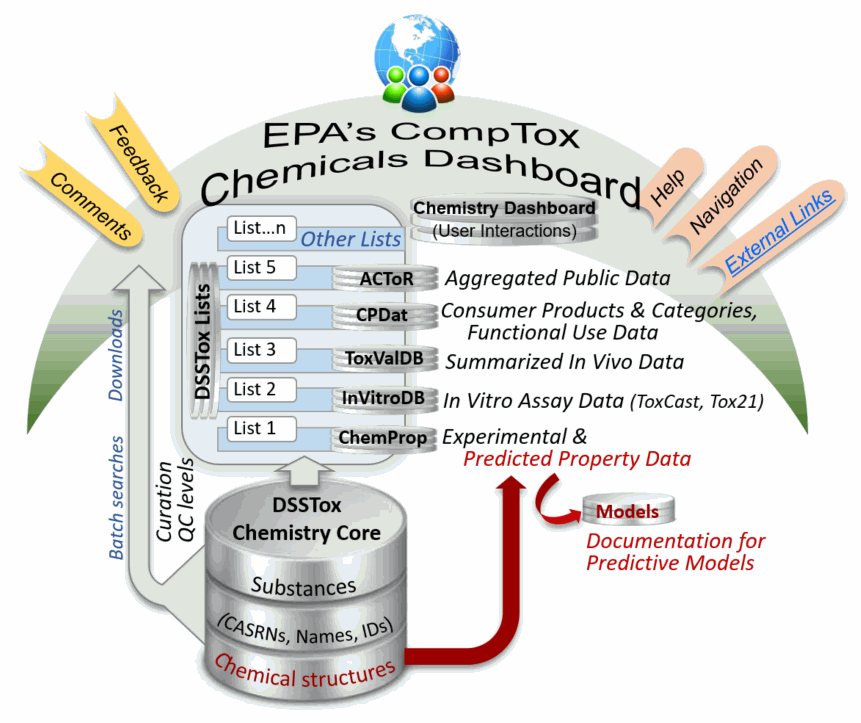
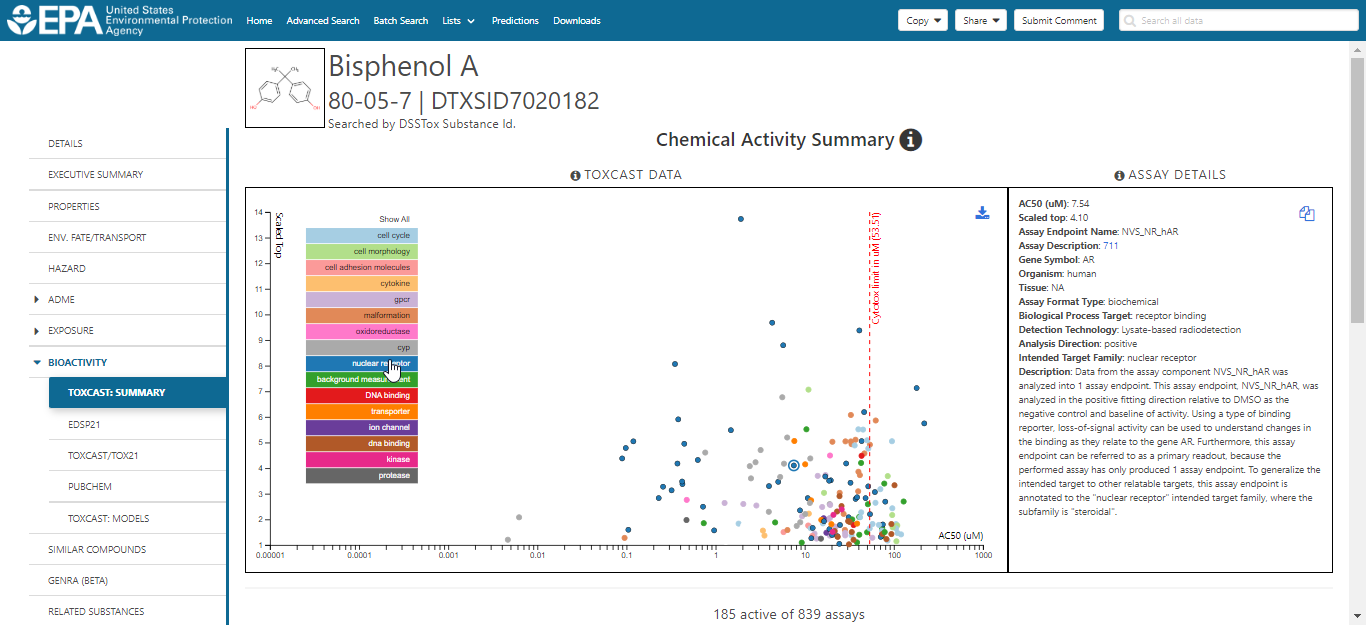
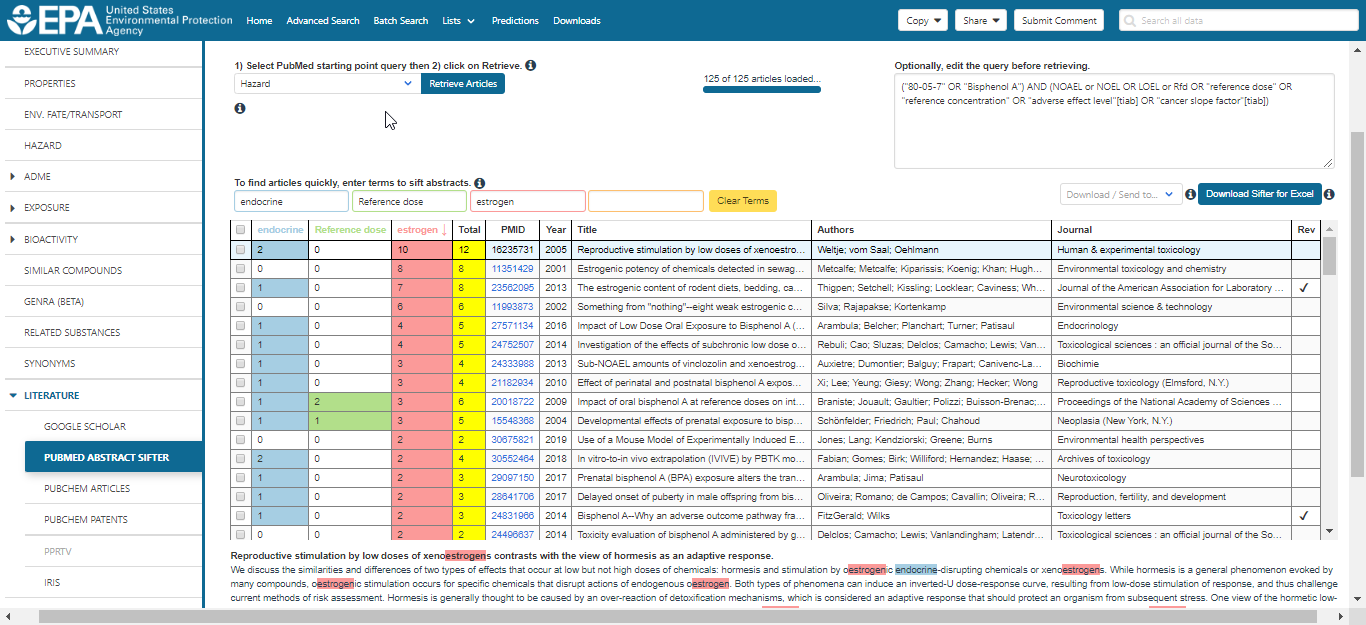
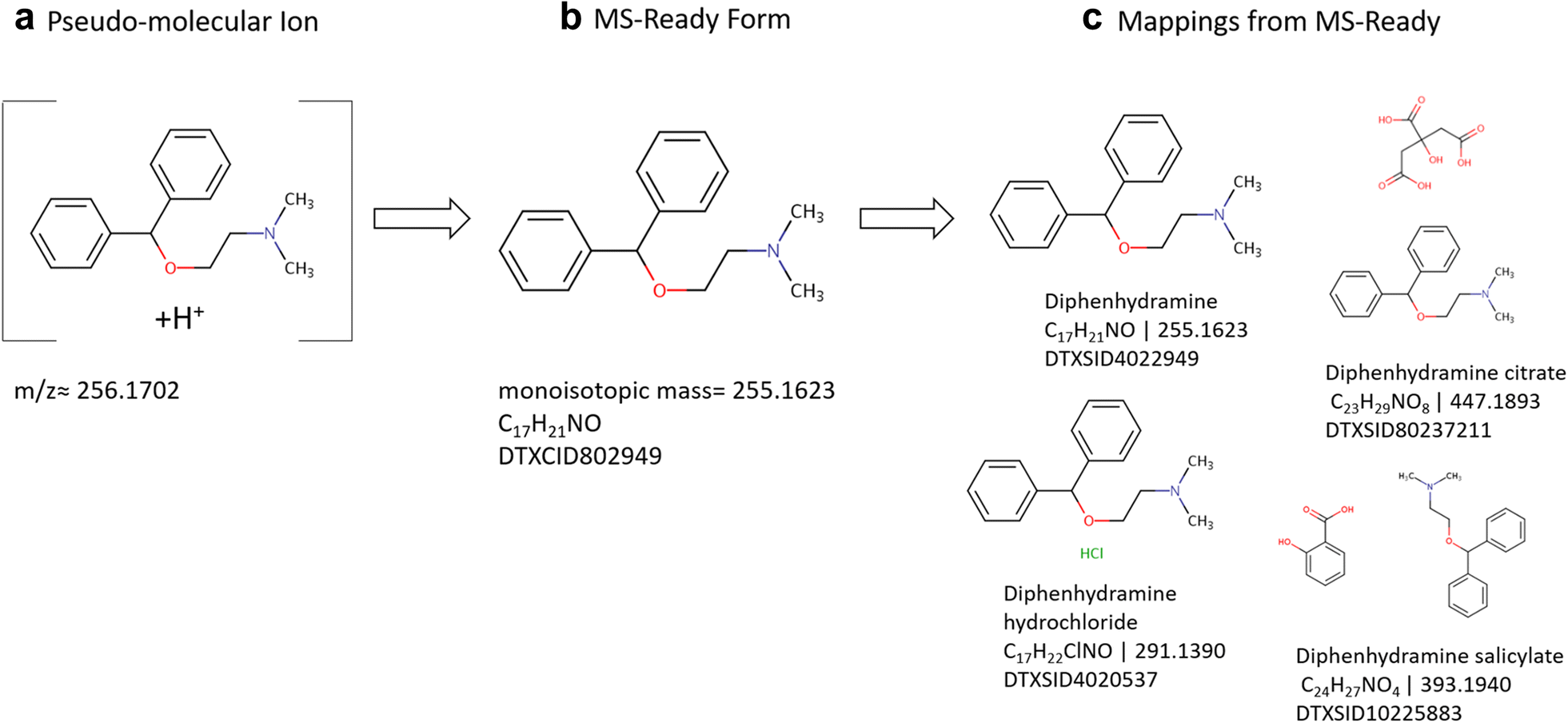